# Bobby Scott
Bobby Scott, född 1937 död 1990, var en amerikansk musiker, musikproducent och låtskrivare. 
Scott var pianist, vibrafonist och sångare, och kunde också spela dragspel, cello, klarinett, och kontrabas. Han studerade för Edvard Moritz på La Follette School of Music vid åtta års ålder, och arbetade professionellt vid 11. År 1952 började han turnera med Louis Prima, och framträdde med Gene Krupa och Tony Scott på 1950-talet. År 1956 fick han in en hit som gick in på den amerikanska Billboard Hot 100 med låten "Chain Gang", som nådde # 13 (Detta är inte samma låt som Sam Cooke 's "Chain Gang".) Som bandledare, han gjorde sessioner för Verve, ABC-Paramount, Betlehem och Musicmasters. Som låtskrivare vann han en Grammy för Best Instrumental Komposition för låten "A Taste of Honey". Förutom "A Taste of Honey", skrev Scott också låten " He Ain't Heavy, He's My Brother ". Under 1960-talet blev han musiklärare och studerade igen under Moritz, men ibland spelade han också in några skivor, inklusive en Nat King Cole hyllningsalbum som släpptes under 1980-talet. Han arrangerade också jazz och easy listening musiker som Les och Larry Elgart.

## Diskografi
- The Jazz Keyboard Of Bobby Scott (1953)
- Great Scott 10-inch album (Bethlehem 1954)
- The Compositions Of Bobby Scott, Volume 1 10-inch album (Bethlehem 1954)
- The Compositions Of Bobby Scott, Volume 2 10-inch album (Bethlehem 1954)
- The Compositions Of Bobby Scott (Bethlehem 1955
- Scott Free (ABC-Paramount 1956)
- Bobby Scott And Two Horns (ABC-Paramount 1957
- Bobby Scott Sings The Best Of Lerner And Loewe (Verve 1958)
- Serenade - Bobby Scott, Pianist (Verve 1959)
- Bobby Scott Plays The Music Of Leonard Bernstein (Verve 1959)
- Bobby Scott With Friends (1960)
- The Complete Musician (Atlantic 1960)
- A Taste Of Honey (Atlantic 1960)
- Joyful Noises (Mercury 1962)
- When The Feeling Hits You (Mercury 1963)
- 108 Pounds Of Heartache (Mercury 1963)
- I Had A Ball (Mercury 1964)
- For Sentimental Reasons (Music Masters 1990)